# Sand-Kirsche
Die Sand-Kirsche (Prunus pumila) ist eine Pflanzenart aus der Gattung Prunus in der Familie der Rosengewächse (Rosaceae). Sie ist in Nordamerika verbreitet.

## Beschreibung

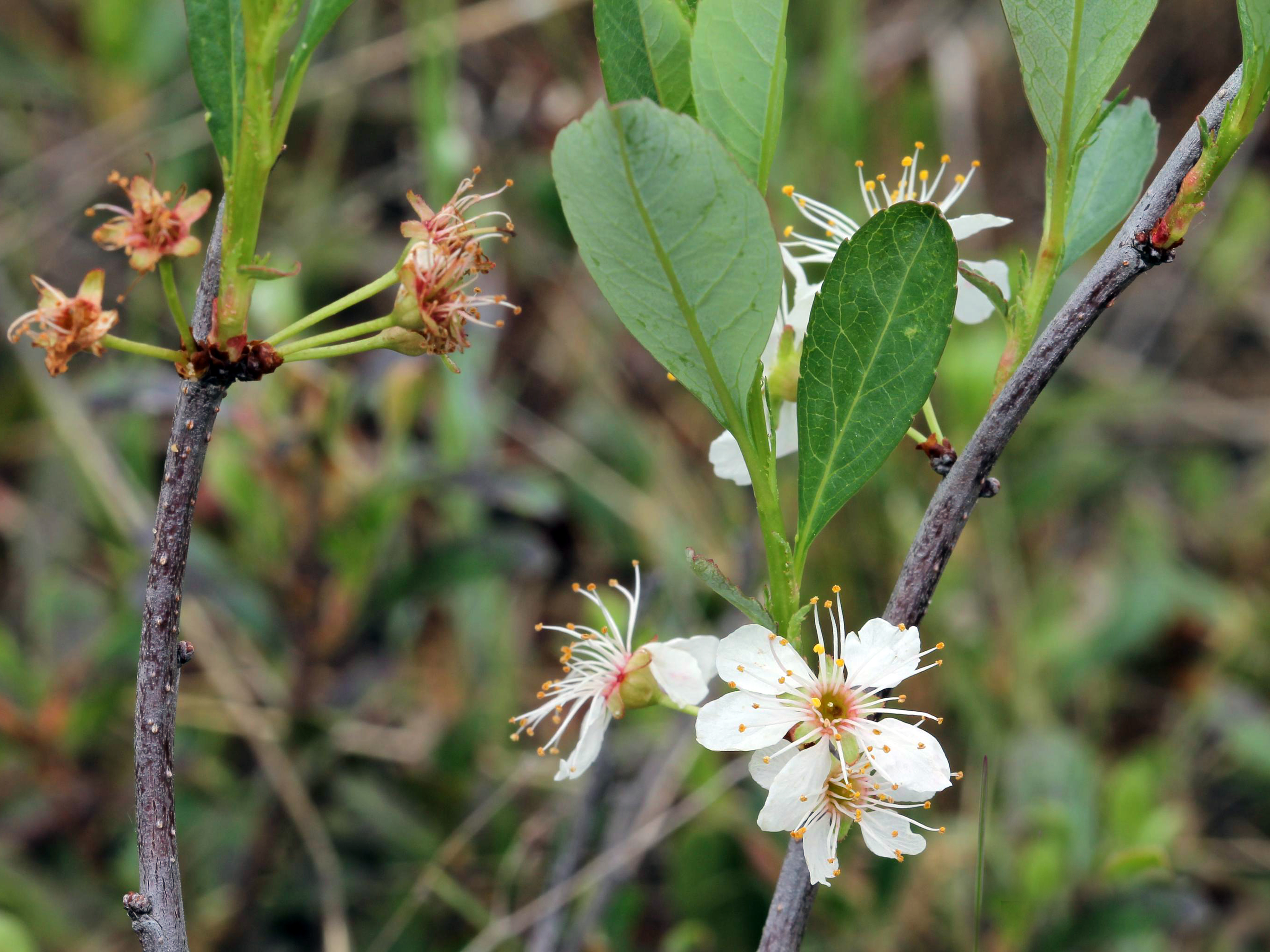
Zweige mit gestielten, einfachen Laubblättern und radiärsymmetrischen, fünfzähligen Blüten Anfang Juni.

Die Sand-Kirsche wächst als kleiner Strauch, der Wuchshöhen von meist 10 bis 40 Zentimeter, in seltenen Fällen bis zu 180 Zentimeter erreicht. Er bildet dichte Genete, die durch ihr Wurzelsystem miteinander verbunden sind. Die wechselständig an den Zweigen angeordneten Laubblätter sind in Blattstiel und Blattspreite gegliedert. Die einfache, ledrige Blattspreite sind bei einer Länge von 4 bis 7 Zentimeter schmal-elliptisch mit leicht gesägten Rand.
Zwei bis vier Blüten stehen in Bündeln zusammen. Die zwittrigen Blüten sind bei einem Durchmesser von 15 bis 25 Millimeter radiärsymmetrisch und fünfzählig mit doppelter Blütenhülle. Es sind fünf Kelchblätter vorhanden. Die fünf freien Kronblätter sind weiß. Es sind 25 bis 30 Staubblätter vorhanden.
Im späten Sommer trägt die Sand-Kirsche bei Reife dunkelrot bis dunkelviolett gefärbte Steinfrüchte mit einem Durchmesser von 13 bis 15 Millimeter.
Die Chromosomenzahl beträgt 2n = 16.

## Verbreitung
Die Sand-Kirsche ist in der nördlichen Hälfte der Vereinigten Staaten und im Osten Kanadas weit verbreitet. Sie ist von Québec und Neufundland, nach Süden bis Tennessee und Arkansas und nach Westen bis Utah, Montana und Saskatchewan zu finden.

## Systematik
Der Artname Prunus pumila wurde 1767 durch Carl von Linné in Mantissa Plantarum, 1, S. 75 erstveröffentlicht. Prunus pumila gehört zur Sektion Penarmeniaca in der Untergattung Prunus innerhalb der Gattung Prunus. Das Artepitheton pumila bedeutet niedrig und bezieht sich auf die relativ niedrige Wuchsform.
In der Art Prunus pumila gibt es vier Varietäten:
- Prunus pumila var. besseyi (L.H.Bailey) Gleason (Syn.: Prunus besseyi L.H.Bailey): Sie kommt von Ontario bis in den Süden nach Arkansas und nach Westen bis Utah, Montana und Saskatchewan vor und wird dort Western sandcherry genannt.[4]

- Prunus pumila var. depressa (Pursh) Bean (Syn.: Prunus depressa Pursh): Sie kommt von Quebec sowie Neufundland bis in den Süden bis nach Tennessee und in den Westen bis Ontario und wird dort Eastern sandcherry genannt.[4]

- Prunus pumila L. var. pumila: Sie ist in der Region der Großen Seen, von Ontario bis in den Süden nach Pennsylvania sowie in den Westen bis Iowa und Minnesota verbreitet und wird dort Great Lakes sandcherry genannt.[4]

- Prunus pumila var. susquehanae (hort. ex Willd.) H.Jaeger (Syn.: Prunus cuneata Raf., Prunus pumila var. cuneata (Raf.) L. H. Bailey, Prunus susquehanae hort. ex Willd.): Sie kommt von Quebec und Neufundland bis in den Süden nach Virginia sowie in den Westen bis Minnesota und Manitoba vor und wird dort Sesquehana sandcherry genannt.[4]